# 秋田県立米内沢高等学校
秋田県立米内沢高等学校（あきたけんりつ よないざわこうとうがっこう）は、秋田県北秋田市米内沢にあった公立高等学校。2011年4月に秋田県立秋田北鷹高等学校へ統合し、2013年3月に閉校した。

## 設置学科
- 全日制課程
  - 普通科 - 定員80名（2学級）

## 沿革
- 1945年（昭和20年）
  - 3月20日 - 「秋田県立大野岱女子農業学校」として設立認可[1]。
  - 5月25日 - 米内沢国民学校の一部を仮校舎として開校（同日を開校記念日に制定）[1]。
- 1947年（昭和22年）4月1日 - 「秋田県立米内沢農業学校」に改称。男女共学化[1]。
- 1948年（昭和23年）4月1日 - 「秋田県立米内沢高等学校」に改称。農業科・普通科・家庭科を開設[1]。
- 1951年（昭和26年）6月20日 - 校章を制定[1]。
- 1952年（昭和27年）5月25日 - 校歌を制定[1]。
- 2011年（平成23年）4月 - 生徒募集停止。北秋田市の高校4校（当校のほか、秋田県立鷹巣農林高等学校・秋田県立鷹巣高等学校と北秋田市立合川高等学校→県に移管した上で）を統合し、「秋田県立秋田北鷹高等学校」を鷹巣農林高校敷地内に開校。
- 2013年（平成25年）3月 - 閉校。

## 部活動

### 運動部
- 硬式野球部、スキー部、柔道部、剣道部、バレーボール部、ソフトテニス部、陸上競技部、バドミントン部、卓球部

### 文化部
- 文芸部、吹奏楽部、JRC、英語同好会

出典：

## アクセス
- 秋田内陸縦貫鉄道秋田内陸線 - 米内沢駅から徒歩で20分

## 出身者
- 石田信之 - 俳優（中退）
- 加藤大樹 - 俳優
- 鈴木芙由子 - バイアスロン選手
- GABEZ MASA - パフォーマー
- 翔子 - ものまねタレント